# Robert Ferrand de Vauberger
Robert Ferrand de Vauberger est un noble français du XVIe siècle, chevalier de l'ordre de Saint-Michel, seigneur de Vauberger

## Biographie
Il est le fils de Jehan Ferrand, auquel il succède comme seigneur de Vauberger. 
En 1493, « Robert Ferrand, écuyer », est cité comme vassal dans l'aveu du seigneur des Touches à Bazougers, « pour son lieu du Pressoir, sis près le bourg de Saint- Denis-du-Maine». 
En 1513, on le trouve encore achetant de « François de Launay, marchand, demeurant aux fauxbourgs du Pont-de-Mayenne, près Laval », et de « Guyonne Boudé, son épouse, » la dix-huitième partie par indivis du lieu des Nos, situé en la paroisse de Saint-Denis-du-Maine. Dans ce dernier acte, il est qualifié « chevalier, seigneur de Vauberger ». Robert Ferrand faisait en ces années-là partie de la compagnie d'ordonnance de « Monsieur de la Trémoille », en garnison à Auxonne, et où il servait comme homme d'armes. 
En 1518, on le retrouve au château de Comper, assistant comme témoin au contrat de mariage de Claude de Rieux avec Catherine de Laval, fille aînée de Guy XVI de Laval. 
Il est cité comme proche de Guy XVI de Laval par Jean Legay, Sieur de la Bourgatière dans lAbrégé des antiquitez, noblesses et alliance de l'illustre maison d'Espinay. Ce manuscrit a été partiellement publié par Arthur de La Borderie dans la Revue de Bretagne, 1888, vol. 2, p. 128 :
- De toutes sortes d'officiers que l'on voit chez les princes il y on avoit à sa maison, jusques aux trompettes, hautbois, saquebutes, luths, organistes et musiciens, brodeurs, tapissiers, peintres, tout cela ne manquoit point. Il achetoit un gentil homme ou autre homme de bon esprit ce qu'ils vouloient. Je lui vis un gentil homme, appelé M. de Vauberger, bon chevalier et fort entendu aux lettres, en telle estime de savoir que Madame la régente, mère du roi François, l'importuna de lui bailler, le roi étant prisonnier.

En 1529, Anne de Rohan, comtesse de Porhoët, décède. Elle laissant pour héritiers les deux fils René et Claude, mineurs. Ces derniers tombent donc sous la garde-noble du Roi François Ier en considération de leur haut lignage. François Ier decide que sa sœur Marguerite d'Angoulème, femme du roi de Navarre Henri d'Albret, aurait la tutelle d'honneur et superintendance des deuw enfants, tandis que Roberl Ferrand, seigneur de Vauberger, et Ravaud Bochetel, archidiacre d'Angers, en auraient la tutelle et seraient chargés d'administrer leurs seigneuries. À la même époque, il était occupé au service de Louise de Savoie, mère du Roi, en Guyenne, où l'on attendait les Enfants de France libérés de captivité.
Plus tard, il est chevalier de l'ordre de Saint-Michel.

## Famille
Il avait épousé dans les premières années du XVIe siècle, Renée de la Saugère, fille aînée de Pierre de la Saugère, seigneur dudit lieu en Châtres, près d'Évron, des Pins, de Gaultret, et autres lieux au Maine et en Anjou, et de Jehanne du Chesne, dame de Parneau. Celle-ci, veuve dès l'année 1548. Elle fonde en 1554 une chapelle dans son manoir de la Saugère, où elle s'était retirée après la mort de son mari. Fort âgée, elle meurt dans les années suivantes.

## Sources
- « Robert Ferrand de Vauberger », dans Alphonse-Victor Angot et Ferdinand Gaugain, Dictionnaire historique, topographique et biographique de la Mayenne, Laval, A. Goupil, 1900-1910 [détail des éditions] (BNF 34106789, présentation en ligne)
- Correspondance de Joachim de Matignon[7]
- Bulletin de la Commission historique et archéologique de la Mayenne, 1903